# Mario Borrelli
Mario Borrelli (Napoli, 19 settembre 1922 – Oxford, 13 febbraio 2007) è stato un prete, sociologo e educatore italiano.
Realizzò, negli anni cinquanta, una rete di sostegno umanitario internazionale, denominata Casa dello scugnizzo, per il recupero e l'avviamento professionale dei bambini di strada di Napoli. Successivamente, tornato allo stato laicale, mantenne la notorietà internazionale per il suo impegno civile e i suoi studi di Educazione alla Pace.

## Biografia

### Formazione
Nato in una famiglia operaia, Mario Borrelli interrompe gli studi a nove anni per necessità economiche e, per tre anni, lavora come indoratore di metalli e garzone di barbiere. La madre e il padre sono piccoli artigiani nel settore dell'oreficeria a Napoli ed hanno altri quattro figli.
Desideroso di riprendere gli studi, a dodici anni, lascia il lavoro ed entra alla Scuola Apostolica, grazie agli sforzi di sua madre ed all'aiuto economico di padre Nobilione, un sacerdote che frequentava il salone di barbiere presso cui era impiegato, che pagherà la sua retta scolastica per il primo anno.
Nel 1946, Mario viene consacrato sacerdote e subito la sua vocazione si manifesta nell'impegno sociale: fonda a Napoli la prima sezione della Gioventù Operaia ed è uno dei promotori dell'ONARMO (Opera Nazionale per l'Assistenza Religiosa e Morale degli Operai), diventando cappellano di fabbrica di varie aziende.
In questi anni raggiunge le periferie più remote della città con la sua "chiesa volante", un'autovettura Austin di seconda mano, comprata dagli alleati in partenza da Napoli, nel cui vano posteriore ha installato un altare per la messa ed un teatrino di marionette per impartire il catechismo ai bambini.
Nel 1949, il giovane don Mario insegna al Liceo classico Jacopo Sannazaro di Napoli, ma non è un semplice insegnante di religione, conosce la città nei suoi angoli più remoti e, insieme al compagno di seminario, don Francesco Ciccio Spada, decide di intraprendere una missione tra i fanciulli di strada, quelli che a Napoli vengono chiamati "scugnizzi".
(Mario Borrelli, Marciapiedi, Edizioni La Meridiana, Molfetta, 1995.)

### L'impresa tra gli scugnizzi
Gli "scugnizzi" del dopoguerra sono bambini abbandonati, che sopravvivono in modo precario. Il mondo degli adulti non garantisce loro né alloggio, né vitto, tantomeno educazione, anzi, nel generale disordine di quegli anni, per la loro miseria estrema e i loro espedienti truffaldini, suscitano più disprezzo che pietà.
In questo clima sociale, don Mario Borrelli è sicuro che lo “scugnizzo” non è un delinquente, e dopo esser riuscito ad ottenere il permesso dei suoi superiori si traveste da scugnizzo e, di notte, si mescola ai ragazzini condividendo, per quattro mesi, le loro disavventure di strada.
Intanto, don Ciccio Spada e i sacerdoti della comunità Piccola Opera di Materdei organizzano, nella sconsacrata chiesa di San Gennaro dei Cavalcanti detta anche di San Gennariello, una camerata di fortuna, in attesa che don Mario riesca a convincerli a ripararsi lì almeno una notte.
Così una sera, don Mario svela al gruppetto di cui fa parte, la sua vera identità e, non senza discussioni, riesce a portare gli scugnizzi al dormitorio di San Gennariello.
Nel giro di pochi mesi, vengono accolti centinaia di ragazzini in quella che, di lì a poco, sarà chiamata Casa dello scugnizzo, una comunità più che un orfanotrofio, dove nessuno viene costretto a restare controvoglia e tutti partecipano al bilancio comunitario lavorando come rigattieri.
La Casa offre ospitalità, cibo, educazione e sostegno morale a ragazzi, privi di tutto, prendendo il posto della famiglia inesistente. L'educazione impartita ai ragazzi ha come obiettivo la responsabilizzazione del singolo ma in relazione alle esigenze della comunità di cui fa parte e, grazie alla beneficenza cittadina, in pochi mesi, i ragazzi vengono sollevati dell'onere del lavoro per lasciare spazio alla scuola dell'obbligo e alla formazione professionale.
(Giuliana Martirani, Prefazione a Marciapiedi, Edizioni La Meridiana, Molfetta, 1995.)

### Il ritorno allo stato laicale
Nel 1967, don Mario, ha pubblicato numerosi studi storico-archivistici, essendo riuscito, oltre che a portare avanti il suo impegno pastorale, anche a diplomarsi in paleografia diplomatica e archivistica, e dopo aver seguito un breve corso di sociologia all'Università di Tufts, si iscrive alla Scuola d'economia di Londra, dove consegue, nell'anno accademico 1969-'70, il Master di Amministrazione Sociale più accreditato dell'epoca.
Intanto, ha maturato la decisione di tornare allo stato laicale per incompatibilità tra le sue personali vedute morali e politiche e quelle della Curia napoletana. La posizione conservatrice della Curia locale gli appare in contrasto al mandato cristiano e, pertanto, avversa ai cambiamenti sociali tanto necessari alla crescita umana e culturale della gente comune. Si fa strada in lui un'idea di democrazia partecipativa, vicina alla posizione di intellettuali come Paulo Freire o religiosi come Frei Betto, del tutto contraria al sistema di governo proposto a Napoli dai rappresentanti del partito della Democrazia Cristiana.
Anche sul piano personale, il ritorno allo stato laicale sembra rappresentare per lui un passo naturale sul suo percorso umano, più che un ripensamento di sorta. Resta membro della Congregazione di San Filippo Neri come laico e si sposa.
(Mario Borrelli, Tanquam Peripsema, Napoli, 1970.)

### Il Centro Comunitario Materdei
L'obiettivo successivo è quello di proiettare l'attività della Casa dello scugnizzo in una dimensione più ampia e comunitaria, “aprendo” l'istituto, eliminando quindi il sistema dell'internato, e costituendo una struttura sociale polivalente che fornisca vari servizi in risposta a bisogni concreti a ad immediate necessità, ma, allo stesso tempo, sia innesco e propulsore di partecipazione su base comunitaria. Vent'anni di ricerche storiche lasciano il passo a studi sociali, diffusi in convegni internazionali e condivisi tra i collaboratori. Per dieci anni, il Centro Comunitario Materdei concentra le attività sulla difesa dei diritti delle donne e dei bambini, la scolarizzazione e la salute, soprattutto durante le epidemie di colera e “male oscuro”. Fa assistenza sociale diretta, promuove iniziative popolari e offre un coordinamento ai gruppi volontari di Napoli.
(Mario Borrelli, dall'intervista rilasciata a Donatella Trotta, E nel dopoguerra spuntò Don Vesuvio, Il Mattino, 1985.)

### L'IPRI Italian Peace Research Institute
Nel 1977, Mario Borrelli, Tonino Drago e Giuliana Martirani fondano l'IPRI (Italian Peace Research Institute), presieduto dallo stesso Borrelli fino al 1988. L'Istituto era affiliato all'IPRA, International Peace Research Association fondato nel 1964 da Johan Galtung, e contava 26 ricercatori e 250 corrispondenti in 60 città italiane.
Il piccolo Istituto ha lo scopo di promuovere iniziative di ricerca per la pace, nell'ambito di associazioni di volontariato e movimenti per la pace di ispirazione nonviolenta, una rete di persone che operano dentro le università e nei movimenti di base.
L'IPRI agisce sulla falsariga di quanto avviene a livello internazionale. È associato all'IPRA, promuove ricerche nel campo della difesa popolare nonviolenta, dell'educazione alla pace e dell'economia nonviolenta e pubblica un bollettino, l'IPRI Newsletter. Questo piccolo Istituto ha contribuito a far conoscere alcune delle opere principali di ricerca per la pace pubblicate a livello internazionale. I suoi contributi spaziano dallo sviluppo economico alla divisione internazionale del lavoro, dal servizio sociale nel settore dei minori alle ricerche sull'educazione alla pace.
Mario Borrelli si occupa di ricerca nell'ambito dell'Educazione alla pace ed entra a far parte della P.E.C., Peace Education Commission, nell'ambito dell'IPRA. Della sua esperienza di ricercatore per l'educazione alla pace restano svariati saggi ma soprattutto le sperimentazioni sviluppate al Centro Comunitario Materdei.
(Mario Borrelli, dall'intervista rilasciata a Donatella Trotta, E nel dopoguerra spuntò Don Vesuvio, Il Mattino, 1985.)

## Opere
L'immenso corpus di scritti che Mario Borrelli ha prodotto durante l'intero arco della sua attività sono sintetizzate nei loro punti più notevoli nella suddivisione che segue.

### Autobiografie
- Mario Borrelli e Anthony Thorne, A street lamp and the stars, Londra, Peter Davies, 1963 (trad. it. Mario Borrelli e Anthony Thorne, Napoli d'oro e di stracci, Roma, Borla Editore, 1965).
- Mario Borrelli, Un prete nelle baracche, Vicenza, La Locusta, 1967.
- Mario Borrelli, Marciapiedi, Molfetta, Edizioni La Meridiana, 1995.

### Studi storico-archivistici
- Mario Borrelli, La concezione Copernico-Galileiana e la Filosofia di Tommaso D'Aquino, Napoli, 1961.
- Mario Borrelli, Compositori nelle opere dello Zarlino, Napoli, 1962.
- Mario Borrelli, Il largo dei Girolamini, Napoli, Tip. D'Agostino, 1962.
- Mario Borrelli, Le malattie e i medicinali dei figlioli del Conservatorio dei Poveri di Gesù Cristo, Napoli, Tip. D'Agostino, 1962.
- Mario Borrelli, Un'interessante raccolta di libretti a stampa di oratori della fine del Seicento presso la Biblioteca dell'Oratorio di Londra, Napoli, Tip. D'Agostino, 1962.
- Mario Borrelli, Due rari e sconosciuti opuscoli a stampa del Tarugi presso l'Oratoriana di Napoli, Napoli, 1964.
- Mario Borrelli, L'Epistolario di Giusto Calvino nei suoi rapporti col Baronio, Napoli, 1965.
- Mario Borrelli, L'Architetto Nencioni Dionisio di Bartolomeo, Napoli, Tip. Agar, 1967.
- Mario Borrelli, Le costituzioni dell'Oratorio Napoletano, Napoli, Ed. Congregazione dell'Oratorio, Tip. Agar, 1968.
- Mario Borrelli, I fratelli Vosmeer e il Cardinale Baronio, in Soliditas: Scritti in onore di Antonio Guarino, Napoli, Ed. Jovene, pp. 3835–3908, 1984.

### Studi di amministrazione sociale
- Mario Borrelli, "Un sacerdote tra i baraccati: fogli di diario", Il tetto, 23-24, 1967, pp. 44-76.
- Mario Borrelli, The role of voluntary groups in Britain, Londra, 1969. (dattiloscritto)
- Mario Borrelli, Unearthing the Roots of the Sub-Culture of the South Italian Sub-Proletariat, Londra, 1969. (dattiloscritto)
- Mario Borrelli, The Society of Southern Italy, in which Naples is situated and the factors giving rise to pressure groups and community development, Londra, 1970. (dattiloscritto)
- Mario Borrelli, Social action groups and community development, Londra, 1970. (dattiloscritto)
- Mario Borrelli, Scuola e sviluppo capitalistico in Italia, in "Social Deprivation and Change in education", Atti del convegno internazionale, York aprile 1972, Nuffield Teacher Enquiry, York University.
- Mario Borrelli, Socio-Political Analysis of the Sub-Proletarian Reality of Naples of Intervention for the Workers of the Centre, 1973. (dattiloscritto)
- Mario Borrelli, Concetti di base per un'azione comunitaria nel sottoproletariato urbano, L'Aja, 1974.
- Mario Borrelli, Hypothesis of the Existence of a "Peripheral" Europe with consequent different types of Social Policy Intervention, 1975.
- Mario Borrelli, Exclusion from the Productive Process, Social Deviance and Mental Illness, 1975. (dattiloscritto)
- Mario Borrelli, Alimentation and Direction of Social Intervention among the Neapolitan Sub-Proletariat, 1975. (dattiloscritto)
- Mario Borrelli, Communication and Consciousness Raising (a Strategy for the Socio-Economically Marginal and Excluded), in "Europe and Africa: exploitation or development", Atti del Seminario Internazionale, Vasterhanings, Svezia 1-14 agosto 1975, IPRA Summer Seminar, 1975.
- Mario Borrelli, Psychological Problemy of Children living under non-optimal Social Conditions, 1975.
- Mario Borrelli, Socio-Political Analysis of the Neapolitan Reality and Programme o Intervention for the Social Operators of the Centre, 1976.
- Mario Borrelli, Il Turismo come espressione di subordinazione economica. Rapporto tra emigrazione e turismo di massa (Analisi dell'esperienza italiana), 1977.
- Mario Borrelli, Scuola italiana dell'obbligo e ritardo mentale, (Un'analisi sugli alunni della età scolare obbligatoria), in "The Child under Stress", Atti del convegno internazionale, Montecarlo ottobre 1978, British Association of Social Psychiatry, 1978.
- Mario Borrelli, Tanquam Peripsema, Napoli, 1970. (cip)[Irreperibile]
- Mario Borrelli, Analisi socio-politica della realtà napoletana e programma d'intervento per gli operatori sociali del Centro per l'anno 1975–1976, Napoli, 1976. (cip)[Irreperibile]
- Mario Borrelli, Bisogni umani, diritti umani ed educazione alla pace (Un'analisi attraverso la pratica esperienza del Centro Comunitario Materdei di Napoli), in AA.VV., CCM, Napoli, 1978. (cip)
- Mario Borrelli, Il seguito della storia in Morris West, Children of the sun, Fontana Books Ltd., 1983.

### Educazione alla pace
- Mario Borrelli, Integration Between Peace Research, Peace Education and Peace Action, Atti della Conferenza Generale dell'IPRA, Oaxtapec, Mexico, 11–16 dicembre, 1977.
- Mario Borrelli, Nuove tendenze nella divisione internazionale del lavoro e loro effetti sulle condizioni dei lavoratori nei paesi industrializzati e paesi in via di sviluppo, 1977.
- Mario Borrelli, Analysis and critique of M. Rocca,  in The impact of European Integration of its members: The Italian Experience, 1979.
- Mario Borrelli, Educazione alla pace e sviluppo di comunità, 1979. (cip)
- Mario Borrelli, Exploration of the Preliminary Conditions for a Defensive and Economic Strategy for Central Europe Leading to its Balanced Insertion into Mediterranean and African Areas (An Analysis from the Italian Context), 1981.
- Mario Borrelli, Deterrenza, Educazione al Disarmo ed Educazione alla Pace, 1984.
- Mario Borrelli et alt., Se vuoi la pace educa alla pace, Torino, EGA, 1984, ISBN 88-7670-008-0.
- Mario Borrelli, Preminenza dell'educazione alla pace sull'educazione al disarmo, I Rassegna Nazionale delle Esperienze di Educazione alla Pace ed al Disarmo, Torino, 26-28 aprile, 1985.
- Mario Borrelli, Paradigmi per un'azione sociale non violenta, in G. Tafuri, Maestri italiani contemporanei dell'educazione alla pace, Bari, Edisud, 1987.
- Mario Borrelli, Magnus Haavelsrud, Peace Education within the Arcipelago of Peace Research, Arena Publisher, 1993, ISBN 82-91040-03-6.

## Altri media
- I milioni della Lotteria Italia ai poveri di Napoli in La Settimana INCOM n° 582 (1951)
- ll bacio del sole, regia di Siro Marcellini, con Oskar Fisher, Nino Taranto, Marisa Merlini, Lorella De Luca, produzione CIFA – Munich (1958)
- ITV Television Playhouse, Children of the Sun regia di George More O'Ferrall con sceneggiatura di Morris West (1961)
- This is Your Life, BBC TV Programme (1961)
- A Sun Casts a Shadow, IHC International Help for Children (1964)
- The Urchin Priest, Radharc Films, ITV Archive (1966)
- Line Up, BBC TV Programme (1970)
- Kinder des Schattens, regia di Kay Bondy, BR Media (1972)
- Four Corners of the Marketplace: The Calcutta of Europe in The Philpott File, BBC TV Programme (1974)
- Obiettivo Sud, RAI Talk Show (1979)
- Intervista a Mario Borrelli, a cura di Sue Mc Gregor, BBC Radio (1983)
- Mario Borrelli racconta se stesso, regia di Moreno Alessi (2005)
- Mario Borrelli, regia di Emanuele Tammaro, Palookaville Ass. Cult. (2015)